# Carlo Chueca
Carlo Chueca (Lima, 23 de marzo de 1993), es un futbolista peruano. Juega de mediocampista y su equipo actual es Deportivo Garcilaso que participa en la Copa Perú.

## Trayectoria
Se inició en las divisiones menores del Centro Iqueño, Universitario, Sporting Cristal y luego pasó a Esther Grande de Bentín para luego irse a los Estados Unidos cuando solo tenía 12 años y fue contratado por el Chivas USA en el mismo año que viajó, luego fue contratado por el RSC Anderlecht de Bélgica. En este el atacante peruano de 16 años jugó para sus divisiones menores.

### RAEC Mons
Tras hacer una buena campaña en las divisiones menores del RSC Anderlecht, el 3 de agosto del 2011 fue contratado por el recién ascendido RAEC Mons de la misma liga. Dirigido por el cuatro veces mundialista Belga y también mediocampista Enzo Scifo, el peruano se desarrolló con uno de los exjugadores de más renombre de Bélgica. En sus últimas dos temporadas con el club de Mons, Chueca formó parte de la Liga de Reservas de la Pro Liga Belga.
En su paso por el fútbol europeo, el volante ofensivo zurdo de tan solo 20 años de edad se destacó por su alto rendimiento en el ataque y por su posesión del balón. Además se le reconoce por ser clave en las jugadas a balón parado al contar con un disparo potente y de gran precisión.

### Chivas USA
El 2013 vuelve a su club de origen Chivas USA de la Major League Soccer.

### FC Ararat Ereván
El 2015 ficha por el FC Ararat Ereván de la Liga Premier de Armenia.

## Clubes y estadísticas
Datos actualizados hasta el 22 de enero de 2014.
| Club                      | Temporada        | Div.             | Liga     | Liga  | Copa Nacional | Copa Nacional | Copa Internacional | Copa Internacional | Total    | Total |
| Club                      | Temporada        | Div.             | Partidos | Goles | Partidos      | Goles         | Partidos           | Goles              | Partidos | Goles |
| RAEC Mons · Bélgica       | 2011/12          | 1.ª              | —        | —     | —             | —             | —                  | —                  | —        | —     |
| RAEC Mons · Bélgica       | 2012/13          | 1.ª              | —        | —     | —             | —             | —                  | —                  | —        | —     |
| RAEC Mons · Bélgica       | Total club       | Total club       | —        | —     | —             | —             | —                  | —                  | —        | —     |
| Chivas USA Estados Unidos | 2013             | 1.ª              | 5        | 0     | —             | —             | —                  | —                  | 5        | 0     |
| Chivas USA Estados Unidos | 2014             | 1.ª              | 0        | 0     | —             | —             | —                  | —                  | 0        | 0     |
| Chivas USA Estados Unidos | Total club       | Total club       | 5        | 0     | 0             | 0             | 0                  | 0                  | 5        | 0     |
| Total en carrera          | Total en carrera | Total en carrera | 5        | 0     | 0             | 0             | 0                  | 0                  | 5        | 0     |